# Lembang
Lembang est une ville indonésienne située à l’Ouest de l’île de Java dans la province de Java occidental. Sa population comptait 17 000 habitants en 2010.